# 박이서
박이서(朴彛敍, 1561년 ∼ 1621년)는 조선의 문신이다. 자는 석오(錫吾), 호는 비천(泌川), 본관은 밀양이다.
선조 때 문과에 급제하여 성균관 학유·병조좌랑 등을 지냈다. 임진왜란이 일어나자, 순찰사 종사관이 되어 황해도 지방의 군사를 맡았으며, 이이첨을 탄핵하다가 파면되어 여강에 은거하였다. 그 후 영광 군수로 있을 때, 전라도 관찰사 이창준의 탐학 행위에 실망한 나머지 벼슬을 내놓았다. 다시 복직되어 진위사로 명에 다녀오던 중 풍랑을 만나 행방불명되었다.

## 가족 관계
- 증조부 : 박환(朴渙)
  - 할아버지 : 박덕로(朴德老)
    - 아버지 : 박율(朴栗)
    - 어머니 : 영양수(永陽守) 이춘복(李春福)의 딸 - 전주 이씨
      - 형 : 박천서(朴天敍)
        - 조카 : 박호(朴箎) - 임진년(壬辰年, 1592년 선조 25년) 상주(尙州)의 전쟁에서 순절하였다.

      - 부인 : 이사율(李士栗)의 딸 - 광주 이씨
        - 장남 : 박로(朴𥶇)
        - 자부 : 권엽(權曄)의 딸
          - 손자 : 박수소(朴守素)
          - 손자 : 박수초(朴守初)
          - 손자 : 박수현(朴守玄)
          - 손자 : 박수고(朴守古) - 조졸
          - 손자 : 박수화(朴守和) - 차남 박진에게 양자로 출가
          - 손자 : 박수허(朴守虛)
          - 손자 : 박수충(朴守冲)

        - 차남 : 박진(朴蔯)
        - 장녀 : 윤지경(尹知敬)에게 출가
        - 차녀 : 송길룡(宋吉龍)에게 출가

      - 측실 : 이름모름
        - 서자 : 박전(朴篆)
        - 서자 : 박범(朴範)
        - 서자 : 박잠(朴箴)
        - 서녀 : 이한룡(李漢龍)에게 출가
        - 서녀 : 심유(沈紐)에게 출가